# Штефанскірхен
Штефанскірхен (нім. Stephanskirchen) — громада в Німеччині, розташована в землі Баварія. Підпорядковується адміністративному округу Верхня Баварія. Входить до складу району Розенгайм.
Площа — 26,51 км2. Населення становить 10 633 ос. (станом на 31 грудня 2020).